# فهرست دارندگان عنوان خادم هنر افتخاری جمهوری آذربایجان

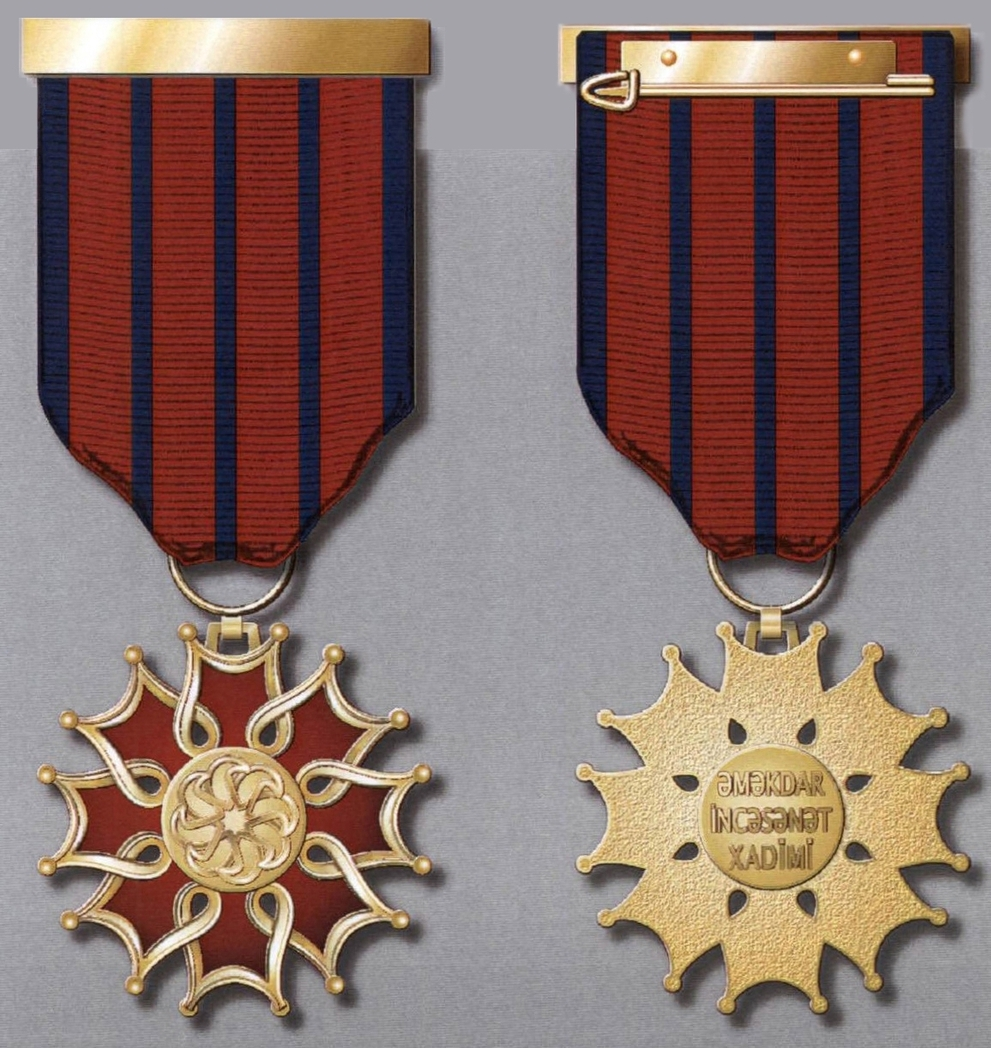
نشان سینه خادم هنر افتخاری آذربایجان

فهرست دارندگان عنوان خادم هنر افتخاری جمهوری آذربایجان (به ترکی آذربایجانی: Azərbaycan Respublikasının əməkdar incəsənət xadimi) در زیر آمده‌است.

## دهه ۱۹۹۰

### ۱۹۹۱
- خانم‌آنا علی‌بیگلی[۱]
- نللی یوسیفونا الکبروا[۲]
- داوود محمدبیف[۲]
- ائل‌توران آوالوو[۳]
- ائلدار بیبودزاده[۴]
- فایق مصطفایف[۴]
- بیبیتا وکیلوا[۵]
- حمید عباسوف[۶]
- پیرجان جبیف[۷]
- قاراسیم تقی‌زاده[۷]
- رئوف آدیگوزلوف[۸]
- نامیق سلطانوف[۸]
- ائلچین محمدوف[۹]
- واقف حسنوف[۹]
- اسکندر همتوف[۱۰]
- هدایت اوروجوف[۱۱]

### ۱۹۹۲
- ذوالفقار فرضعلی‌یف[۱۲]
- محمدحسین علیو[۱۳]
- فرمان عیوض‌لی[۱۴]
- مناف سلیمانوف[۱۵]
- الزا امام‌الدینوا ابراهیموا[۱۶]
- توفیق آغابابایف[۱۷]
- ائلدار زینالوف[۱۷]
- تلمان زینالوف[۱۷]
- عارف عزیزوف[۱۷]
- کمال احمدوف[۱۷]
- فؤاد سالایف[۱۷]
- الماس حسینوف[۱۷]
- واقف شریفوف[۱۸]
- تاریل ولیف[۱۹]

### ۱۹۹۸
- سیاوش کریمی[۲۰]
- حسن‌آقا قربان‌اف[۲۰]
- واقف آغایف[۲۱]
- محمد اصلانوف[۲۱]
- شفیق علیخانوا[۲۱]
- آغالار میرزایف[۲۱]
- اسماعیل عمروف[۲۱]

### ۱۹۹۹
- ناطق رسول‌زاده[۲۲]
- عقیده الکبروا[۲۳]
- المان حاجیف[۲۳]
- نظامی حمزه‌یف[۲۳]
- رشید محمدوف[۲۳]

## دهه ۲۰۰۰

### ۲۰۰۰
- اوقتای بابازاده[۲۴]
- گولبنیز عظیم‌زاده[۲۴]
- فرنگیز قربانووا[۲۴]
- جهانگیر مهدیف[۲۴]
- حسین مهدیف[۲۴]
- کنعان محمدوف[۲۴]
- خامیس مرادوف[۲۴]
- واقف مصطفایف[۲۴]
- امین نوروزوف[۲۴]
- آیاز سالایف[۲۴]
- جهانگیر زینالی[۲۴]
- جوانشیر جعفروف[۲۵]
- تیمورچین افندیف[۲۵]
- رحمان علیزاده[۲۵]
- تیمور گویچایف[۲۵]
- اسماعیل حاجی‌بیف[۲۵]
- بختیار خانی‌زاده[۲۵]
- گولباجی ایمانووا[۲۵]
- ناظم قولیف[۲۵]
- آکیف ملکوف[۲۵]
- فایق سجع‌الدینوف[۲۵]
- مارک میخایلوویچ شاپیرو[۲۵]

### ۲۰۰۲
- کماله آغایوا[۲۶]
- یولانا یوسوفونوا الیکیشیزاده[۲۶]
- یوسف حسن‌بیف[۲۶]
- رفیق محمدوف[۲۶]
- آغاعلی ابراهیموف[۲۷]
- عاکیف عسگروف[۲۷]
- جلیل حسینوف[۲۷]
- رفیق کریموف[۲۷]
- سارا نامیتوکووا-منافووا[۲۷]

### ۲۰۰۳
- عبداله قربانوف[۲۸]
- انتقام قاسیموف[۲۹]
- منصور وکیلوف[۲۹]
- مولود بالاکیشیف[۲۹]
- سیاوش محمدزاده[۲۹]

### ۲۰۰۵
- آغاداداش داداشوف[۳۰]
- آذر داداشوف[۳۰]
- سویل حاجیوا[۳۰]
- بلقیس قارایوا[۳۰]
- روح‌انگیز قاسیموا[۳۰]
- حافظ قلیف[۳۰]
- ائلدار منصوروف[۳۰]
- آغاوردی پاشایف[۳۰]
- طاهره یعقوبوا[۳۰]
- آیدین داداشوف[۳۱]
- فیکرت علیف[۳۱]
- آیدین کاظیموف[۳۱]
- جمیل قولیف[۳۱]
- رفیق قولیف[۳۱]
- بابا مسیموف[۳۱]
- الکبر مرادوف[۳۱]
- شریف شریفوف[۳۱]

### ۲۰۰۶
- آزاد علیف[۳۲]
- جمیل امیروف[۳۲]
- جوانشیر زینال‌لی[۳۲]
- آغارحیم علیف[۳۳]
- ضیادخان علیف[۳۳]
- چنگیز فرضعلی‌یف[۳۳]
- فخریه خلفووا[۳۳]

### ۲۰۰۷
- یالچین آدیگوزلف[۳۴]
- لیلا آخوندزاده[۳۴]
- مریم علیزاده[۳۴]
- بایرام حاجی‌زاده[۳۴]
- عارف قاضیف[۳۴]
- حکمت میرمحمدلی[۳۴]
- نائله میرمحمدلی[۳۴]
- بهرام عثمانف[۳۴]
- محمدآغا کریموف[۳۵]
- اوقتای قولیف[۳۵]

### ۲۰۰۸
- یاسیف نصیروف[۳۶]

### ۲۰۰۹
- عسگر عسگروف[۳۷]
- ناظیم حاجی‌یبف[۳۷]
- حسن‌آقا آدیگوزلوف[۳۸]
- اسماعیل حاجیف[۳۸]
- زمفیرا غفاروا[۳۸]

## دهه ۲۰۱۰

### ۲۰۱۰
- واصف الله‌وردیف[۳۹]
- آیدین عظیموف[۳۹]

### ۲۰۱۱
- افلاطون نعمت‌زاده[۴۰]
- جهانگیر نوروزف[۴۱][۴۲]
- ابراهیم احراری[۴۱][۴۲]
- بارات علیف[۴۳][۴۴]
- ائلشاد باقرف[۴۳][۴۴]
- چنگیز عباسوف[۴۵][۴۶]
- اعتبار بابایف[۴۵][۴۶]
- فاضل هادیف[۴۵][۴۶]
- واقیف قرایزاده[۴۷][۴۸]
- آیگون صمدزاده[۴۷][۴۸]
- روشن قولیف[۴۹]
- بویوک‌آغا محمدوف[۴۹]
- ضیا شیخلینسکی[۴۹]
- زمرد آخوندووا-داداش‌زاده[۵۰]
- جیحون اله‌وردیف[۵۰]
- مهربان احمدووا-علییوا[۵۰]
- عارف اسداله‌یف[۵۰]
- شیرین ملکوا[۵۰]

### ۲۰۱۲
- اسرافیل اسرافیلوف[۵۱][۵۲]
- امین محمدوف[۵۱][۵۲]
- ناظم میریشلی[۵۱][۵۲]
- سارا نظیروا[۵۱][۵۲]
- میربالا سلیم‌لی[۵۱][۵۲]
- جهانگیر ذوالفقاروف[۵۱][۵۲]
- یوری یوریویچ وارنوسکی[۵۳]
- ثریا آغایوا[۵۴]
- صنوبر باقرووا[۵۴]
- طاهر اکبرووا[۵۴]
- نادر عظیموف[۵۴]

### ۲۰۱۳
- کامله داداش‌زاده[۵۵][۵۶]
- نائله کریموا[۵۵][۵۶]
- مارال منافوا[۵۵][۵۶]
- قمر محمدوا[۵۵][۵۶]
- رفیق صادقوف[۵۵][۵۶]
- فکرت سلطانوف[۵۵][۵۶]
- مهربان علی‌اکبرزاده[۵۷]
- آغالار مهدیف[۵۷]
- عدالت ولیف[۵۷]

### ۲۰۱۴
- آنار کریموف[۵۸]
- رفعت آخوندزاده[۵۸]
- ملاحت عباسوا[۵۹]
- رفیق عزیزوف[۵۹]
- عاقل ملکوف[۵۹]

### ۲۰۱۵
- رفیق سیدزاده[۶۰][۶۱]
- علی امیروف[۶۲]
- نرگس شفییوا[۶۲]
- آیدین طالب‌زاده[۶۲]

### ۲۰۱۶
- فخرالدین آتایف[۶۳]
- علویه کریمووا[۶۴]
- علی‌قسمت لالایف[۶۴]
- جهانگیر سلیم‌خانوف[۶۴]
- دیمیتری آلبرتوویچ یابلونسکی[۶۴]
- ائلخان جعفروف[۶۵]
- مشفق حتموف[۶۵]
- ائلچین قولیف[۶۵]
- اورخان صادقوف[۶۵]
- لیلا صفرووا[۶۵]

### ۲۰۱۷
- طاهره جعفروا[۶۶][۶۷]
- فرح علیوا[۶۶][۶۷]

## ۲۰۱۸
- محبت مهدیوا[۶۸]

## ۲۰۱۹
- واقف بیاتلی اودر[۶۹]
- الچین حسین‌بیلی[۶۹]
- فیروز مصطفی‌یف[۶۹]
- عادل آزای[۷۰]
- فتاح خالق‌زاده[۷۱]
- اقتای رجبوف[۷۱]